# 胰蛋白胨大豆琼脂
TSB 使用胰蛋白脢水解後的酪和黄豆提供氨基酸和其他含氮營養物质。葡萄糖是TSB的主要能量来源。除此之外，該培養基還含有氯化钠用於保持渗透壓的平衡，磷酸氫二鉀作为缓冲物質來保持pH值穩定。TSA為TSB加入瓊脂作為凝固劑配置而成。